# Diefijzer

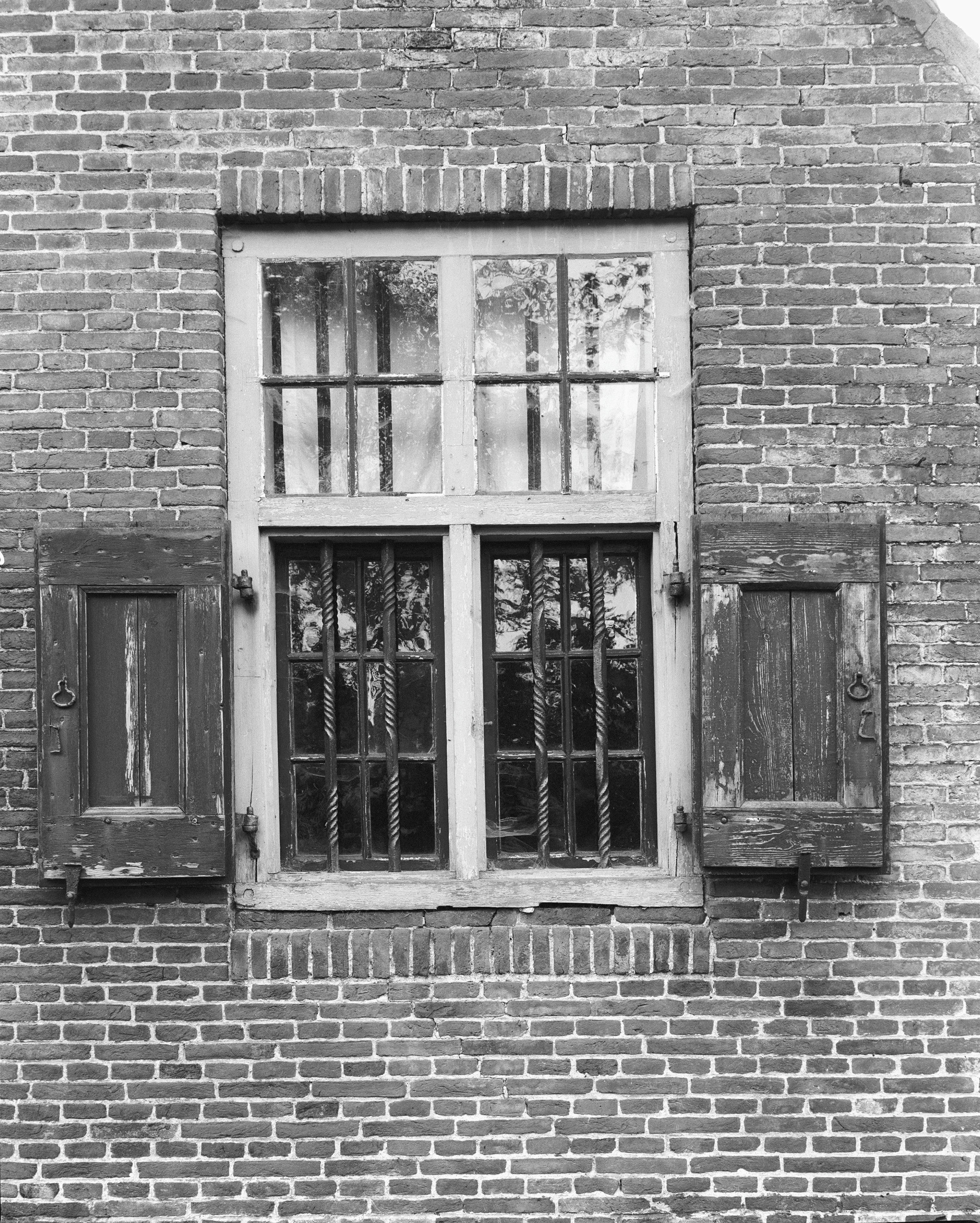
raam met diefijzer

Diefijzers of dievenijzers zijn voorzieningen in de vorm van spijlen of traliestaven, van vierkante of ronde stalen staven, in de dag van een raamkozijn of voor een keldergat aangebracht, om ongewenste indringers buiten te houden.
Het traliewerk, dat vroeger uit eikenhout en later uit ijzer bestond, is verankerd in de wand. Bij de keldergaten zitten de spijlen dicht op elkaar, om ook katten de toegang te ontzeggen tot de voedselvoorraden die daar gewoonlijk waren opgeslagen. Ook gelijkvloers worden wel diefijzers aangebracht. Hier staan de spijlen verder uit elkaar, om voldoende licht door te laten.
Een bijzondere vorm van diefijzer is de vensterkorf.